# Horst Oehlke (Designer)
Horst Oehlke (* 7. November 1931 in Oberheinsdorf, Vogtland; † 18. Oktober 2010 in Berlin) war ein deutscher Designer und Designtheoretiker. Er lehrte an der Burg Giebichenstein Kunsthochschule Halle, wo er in den 1970er und 1980er Jahren maßgeblich am Aufbau der Abteilung für Designtheorie mitwirkte.

## Biographie
Oehlke begann im Alter von 20 Jahren ein Fachschulstudium der Textilgestaltung in Karl-Marx-Stadt, wechselte später an die Fachschule für angewandte Kunst Heiligendamm, wo er sein Studium 1954 erfolgreich abschloss. In den folgenden drei Jahren arbeitete er am Institut für Bekleidungskultur in Berlin. Von 1957 bis 1961 studierte er an der Hochschule für bildende und angewandte Kunst (heute Kunsthochschule Berlin-Weißensee) Industrielle Formgestaltung. In den folgenden Jahren arbeitete er im VEB Secura-Werke Berlin, im VEB Buchungsmaschinenwerk Karl-Marx-Stadt, im Wissenschaftlich-Technischen Zentrum der VVB Büromaschinen Karl-Marx-Stadt und von 1965 bis 1968 Leiter der Abteilung Formgestaltung und Ingenieur-Psychologie im Institut für Regelungstechnik Berlin. Sein Spezialgebiet war die Gestaltung zur Standardisierung von Mess- und Prüfgeräten wie das „Ursumat-System“. Als seinen Nachfolger gewann er Eberhard Voigt. 1968 erhielt er eine Dozentenstelle an der Hochschule für industrielle Formgestaltung Halle – Burg Giebichenstein (kurz HIF), wo er von 1971 bis 1976 die „Sektion Produkt- und Umweltgestaltung“ leitete und 1976 eine Professur für Industriedesign übernahm. 1982 promovierte er im Fachgebiet Ästhetik an der Humboldt-Universität zu Berlin. Der Titel seiner Dissertation lautete „Produkterscheinung – Produktbild – Produktleitbild“. Im Jahr darauf gab er die Leitung der Abteilung für Designtheorie an der HIF ab, die er seit 1976 geleitet hatte.
Oehlke war bis 1990 Mitglied des Verbands Bildender Künstler der DDR. Er war 1962/1963, 1972/1973 und 1977/1978 auf der Fünften Deutschen Kunstausstellung und der VII. und VIII. Kunstausstellung der DDR in Dresden vertreten. Er erhielt 1979 mit Karl-Joachim Heinemann „für ihre formgestalterischen Arbeiten für die Industrie und die Umweltgestaltung sowie die Ergebnisse ihrer Arbeit in Forschung und Lehre“ den Designpreis der DDR und 1981 die Verdienstmedaille der DDR.
Auch nach der deutschen Wiedervereinigung blieb er bis 2001 Professor an der Kunsthochschule. 1997 erhielt er die Auszeichnung Dank der Burg Giebichenstein.
Oehlke war verheiratet mit der Gebrauchsgrafikerin Waltraut Oehlke (* 1929).

## Lebenswerk
1968 begann seine Tätigkeit an der HIF. Zu diesem Zeitpunkt bestand der Studiengang Industrieformgestaltung seit rund 8 Jahren und beinhaltete im Wesentlichen die Vermittlung gestalterischer Grundlagen mit wechselnden Projekten, die jeweils einen praktischen Bezug des Gelernten herstellen sollten. Horst Oehlke trug in den Folgejahren wesentlich zur Etablierung der Designmethodik als eigenständiger Fachbereich an der HIF bei. Ziel der Disziplin war es, im Laufe des Studiums ein geistiges Fundament und eine theoretische Auseinandersetzung mit dem eigenen Berufsbild zu vermitteln. Stichwörter des damaligen Lehrplans der Designmethodik waren „zeitgemäße Ästhetik, Funktionalismus und letztlich das Verhältnis Kunst und Technik, der Anteil des individuell Schöpferischem am Entwurf des Industrieproduktes, des kollektiven Zusammenwirkens verschiedenster Disziplinen beim Prozeß von Konzept bis zu Konstruktion und Distribution“. Unterstützt durch den Hochschulrektor Paul Jung konnte in den Folgejahren eine Abteilung Theorie und Methodik aufgebaut werden, die sich schon früh mit computergestütztem Entwerfen beschäftigte. Während seiner Professur etablierte er jährlich veranstaltete Kolloquien zur Designwissenschaft, die jeweils durch Publikationen dokumentiert wurden.
1988 betrug die Dauer eines Designstudiums an der Hochschule fünf und an der Fachhochschule drei Jahre. Nach Oehlke sollten im Studium neben ästhetischen Fragen auch kulturelle, wirtschaftliche und technische Aspekte sowie die Schonung von Ressourcen und Umwelt berücksichtigt werden. Um im Beruf interdisziplinär zu handeln, benötige es zudem eine „besondere Fähigkeit zur Kommunikation“, welche die produktive Zusammenarbeit unterstützt, gelegentlich zwischen den Industriepartnern vermittelt und gleichzeitig aber die eigene Disziplin vertritt. Die Ausbildung beinhaltet daher nicht nur gestalterisches Arbeiten, sondern gleichzeitig auch wissenschaftliche, geisteswissenschaftliche und technische Inhalte. Für die Ausbildung zum Designer sei, laut Oehlke, eine konsequente „Synthese von Forschung und Lehre“ notwendig, um Innovationen, Konzeption und Fortschritts sowohl praktisch als auch theoretisch untersuchen zu können. Ein Fokus der Ausbildung war hier eine experimentelle Auseinandersetzung mi anwendungsbezogenen Gestaltungsaufgaben. Dem dreijährigen Fachstudium (Projektstudium) ging eine einjährige Ausbildung voraus, in der Grundlagen gestalterischer Mittel, sowie Basiskenntnisse in Werkstofftechnik und Technologie vermittelt wurden.
Ein Grundprinzip des Designstudiums war „die enge Verbindung zur industriellen Praxis“ mit mehrwöchigen Pflichtpraktika in Industrie- und Handwerksbetrieben, die mit der Hochschule kooperierten. Das Studium wurde mit einer Diplomarbeit abgeschlossen, die in der Regel aus dem Betriebspraktikum entstand.

## Haltung zur Entwicklung des Designs in der DDR
Horst Oehlke unterteilte die Entwicklung des Designs in der DDR in vier Phasen.
In der ersten Phase standen vor allem die Manufaktur und das Handwerk mit dem Ziel der Reparatur und der Bedarfsdeckung im Vordergrund. In der zweiten Phase ab den 1950er Jahren entwickelte sich die industrielle Formgestaltung sowohl in der Praxis als auch in den staatlich geförderten Ausbildungseinrichtungen. So wurde z. B. 1953 an der Kunsthochschule Berlin-Weißensee die Abteilung Formgestaltung gegründet.
Das seit 1956 administrativ angegliederte Institut für künstlerische Werkgestaltung an der Burg Giebichenstein wurde 1958 unter neuem Namen wieder eigenständig als Hochschule für industrielle Formgestaltung – Burg Giebichenstein. In der dritten Phase während der 1960er Jahre bildete sich vor allem das Produktdesign heraus. 1965 wurde das Zentralinstitut für Gestaltung als staatliche Leiteinrichtung gegründet.
Während nach dem Zweiten Weltkrieg der Kontakt zwischen Designhochschulen in Ost und West weiterhin funktionierte, wurde nach dem Mauerbau der Austausch zurückgefahren, man ging im Osten und im Westen eigene Wege. Dennoch entwickelten sich zum Teil parallel ähnliche Strömungen, beispielsweise sind die vielfältigen Einflüsse der HfG Ulm auf beiden Seiten deutlich erkennbar. In der vierten Phase ab den 1970ern setzte sich der international etablierte Begriff Design auch in der DDR durch.
Die umfangreichen staatlichen Wohnungsbauprogramme ab den 1970er Jahren beflügelten das Möbel- und Wohndesign. Gleichzeitig versuchte die Regierung mit dem Amt für industrielle Formgestaltung (AiF) ein zu starkes individuelles Auftreten freiberuflicher Designschaffender durch entsprechende Regulierungen zu unterbinden und Gestaltungstätigkeiten überwiegend in der Industrie anzusiedeln.
Hierbei stieß das AiF jedoch auf Widerstand vom Verband bildender Künstler, dem sich auch die Designer und Designerinnen zuordneten. Design konnte sich zunehmend als eigene Disziplin durchsetzen und gegen politische Vereinnahmung wehren. Durch den eingeschränkten deutsch-deutschen Austausch geriet die DDR technisch immer mehr in den Rückstand, was Innovation und Diversifikation vor allem im elektrischen und elektronischen Bereich erschwerte, ebenso wie praktizierte Unterteilung der Warenproduktion für den internen Bedarf und für den Export. In diesem Zusammenhang spricht Oehlke von einer allmählichen „Intensivierung des Obsoleten“ und einer Kluft zwischen Warenproduktionsmenge und Warenästhetik. Bis in die 1980er Jahre dominierte in der DDR ein starker kollektiver Konsens, die Arbeit der Designer wurde den Erfordernissen der Gesellschaft untergeordnet, sie selbst blieben meistens anonym. Dies änderte sich mit der Wende und der damit verbundenen Veränderung der Prinzipien von Produktions- und Vermarktung in einer marktwirtschaftlich organisierten Gesellschaft.

## Forschungs- und Lehrtätigkeit an der HIF

### Abteilung für Theorie und Methodik des Designs
1976 wurde die Abteilung für Theorie und Methodik des Designs, zunächst als Arbeitsgruppe, ab 1979 als Universitätsinstitut eingerichtet, mit den Fachbereichen systematische Designtheorie, Designgeschichte, Designpädagogik und Methodologie. 1985 wurde der Bereich in Abteilung für Designtheorie umbenannt.

### Designtheoretische Kolloquien
Parallel zur Gründung der Abteilung wurde im Oktober 1977 das Designtheoretische Kolloquium etabliert, an denen unterschiedlichsten Disziplinen wie Design, Architektur, Psychologie, Mathematik, Informatik, Philosophie, Gesellschaftswissenschaften oder Technik an der HIF vertreten waren. Die Beiträge und Diskussionsergebnisse wurden in Heften veröffentlicht. Oehlke selbst hatte 1976 gemeinsam mit Paul Jung an der Konzeption und Umsetzung des ersten Kolloquiums gearbeitet und maßgeblich dazu beigetragen, dass die Veranstaltung zu einer festen Größe im Jahresverlauf der Designszene der DDR wurde. Er verfasste häufig neben dem Vorwort auch eine Übersicht über den aktuellen Stand der designtheoretischen Forschung in der Abteilung für Designtheorie und über Aktuelles aus dem Institut. Auch andere Mitarbeiter Abteilung wie Rolf Frick (Designmethodologie), Michael Suckow (Kulturwissenschaften), Rainer Funke (Designtheorie) oder Michael Fischer (Psychologie) veröffentlichten hier eigene Beiträge.

## Designtheoretische Ansätze
Oehlkes theoretische Auseinandersetzungen mit Design umfassten unter anderem folgende Schwerpunkte:

### Design und Funktionalismus
Oehlkes Kolloquienbeiträge von 1977 und 1978 befassen sich mit der Lokalisierung von Design im gesellschaftlichen System und stellen einen Bezug zur Anwendbarkeit des Funktionalismus her.
Oehlke begreift die industrielle Formgestaltung in einem gesamtgesellschaftlichen Kontext, die nicht auf eine berufliche oder gestalterische Tätigkeit reduziert werden kann. Industrielle Formgestaltung leiste einen aktiven Beitrag im gesellschaftlichen Diskurs und sei Teil des gesellschaftlichen Reproduktionsprozesses.
Gestaltung findet laut Oehlke immer in Abhängigkeit von den sozial-ökonomischen, wirtschaftlichen und wissenschaftlich-technischen Gegebenheiten statt. Gestaltung übersetze prinzipielle gesellschaftliche Ziele in konkrete praktische Aufgaben und Lösungen.
Offenheit und Fragenstellen sieht Oehlke als wichtigen Impuls für gestalterische Tätigkeiten. Oehlke mahnt im Rollenverständnis der Gestalter und der Gestaltung ein gestärktes Selbstbewusstsein und einen höheren Selbstanspruch an. Als Koordinatoren stellen diese explizit Forderungen und müssen Entscheidungen über Faktoren und Ziele fällen, an denen sich im Entwicklungsprozess beteiligten Personen orientieren können. Das heißt, Gestalter beschäftigen sich durch den kollektiven und interdisziplinären Charakter ihrer Tätigkeit mit sehr komplexen Fragestellungen. Oehlke spricht über die Gestaltung als eine Synthese aller zum Ziel führender Komponenten zu einer funktional schlüssigen ästhetischen Ganzheit, „welche die Aspekte der Wirkungsweise (Konstruktion), Herstellungsweise (Technologie), Gebrauchsweise (Handhabung) und Erscheinungsweise (Gestalt) zweckentsprechend und ökonomisch vereinigt.“
Gegenstände würden durch Gestaltung in bestimmter Weise lesbar, handhabbar, genießbar und beweisbar. Gestaltung umschreibt die Gesamtheit der Beziehungen zwischen Produkt – Umwelt – Gesellschaft – Nutzung und Anwendung.
Horst Oehlke fasste in seiner schriftlichen Auseinandersetzung „Zur Funktionsbestimmung der industriellen Formgestaltung – Versuch einer Beschreibung der Aufgabe der industriellen Formgestaltung“ 1977 die Fragen zum Design in einem Schaubild zusammen. Das Schaubild verdeutlicht, inwiefern industrielle Formgestaltung eine Funktion im System erfüllt (siehe oben). Horst Oehlke fordert, Gestaltung nicht nur als persönlichkeitsbildenden und kulturellen Faktor zu betrachten. Im Kontext des Systems sollten den Gestalter Ziel (Wohin?), Objekt (Was?) und die Art und Weise (Wie?) wichtig erscheinen. Jede Gestaltung habe das Potenzial, gesellschaftlich relevant zu sein.
Ein weiteres Element seiner Designtheorie bilde die Beschreibung der sogenannten „Produktfunktionsklassen“. In seinem Artikel zum Kolloquium von 1978, „Der Funktionsbegriff in der industriellen Formgestaltung“, stellt er verschiedene bis dahin übliche Bedeutungen des Begriffs der Funktion dar. Unter anderem nimmt er bereits hier kritisch Bezug auf die Einteilung der Produktfunktionen in praktische und sinnliche (die ihrerseits wiederum in formalästhetische und zeichenhafte Funktionen unterteilt werden) in Jochen Gros’ Ansatz zur Produktsprache. Stattdessen schlägt Oehlke eine Reihe von Kategorien vor, denen Funktionen eines Produktes aus ganz verschiedenen Zusammenhängen (Herstellung, Gebrauch etc.) zugeordnet sind. Dabei ist zu beachten, dass Funktion hier in einigen Kategorien eher im Sinne von Wechselwirkung oder Beziehung verstanden werden kann. Er schreibt von „Klassen von Beziehungen, die zwischen Produkten und ihren Erzeugern und Nutzern bestehen“. Produktfunktionen sind definiert als „[…] die Gesamtheit der im dynamischen System, Produkt – Mensch – Umwelt – Gesellschaft, vorliegenden Beziehungen der Elemente dieses Systems unter dem Blickwinkel des Elementes ,Produkt‘.“ Die Produktfunktionsklassen sollen damit ein Schema bieten, mithilfe dessen industriell gefertigte Produkte gleich welcher Art in ihren Bezügen, Auswirkungen und Einflüssen ganzheitlich beschrieben, bewertet und ihre „innovativen Möglichkeiten“ ergründet werden können. Sie sollen gleichzeitig den Gestaltungsprozess industrieller Erzeugnisse verbessern helfen. Oehlke betont, dass der Sinn des Schemas in der jeweiligen Feststellung und Einschätzung ebendieser gestaltungsrelevanten Bezüge eines konkreten Produktes zu seiner Umgebung besteht, nicht in einer – durch ihren je individuellen und dynamischen Charakter unmöglichen – Festlegung und Einordnung jedes möglichen Aspektes aller industriell gefertigter Produkte.

### Zeichentheoretische Auseinandersetzungen
In den Kolloquien von 1981, 1982 und 1987 veröffentlichte Oehlke die Beiträge „Design-Geschichte – Wandel der Gegenstände und Bedeutungen“, „Design-Ästhetik/Design-Semiotik“, „Gegenstand und Sprache – Zum Zeichen- und Sprachcharakter von Designobjekten“ und „Zur zeichentheoretischen Beschreibung von Designobjekten“. Dabei nahm er durchaus auch auf Kollegen wie Bernhard E. Bürdek Bezug. Oehlke betonte – insbesondere im dritten der o. g. Texte – dass semantische Untersuchungen ein hilfreiches Instrumentarium bei der Untersuchung der Wirkung und des Gebrauchs von Gegenständen bereitstellen könnten. Umgekehrt könnten Objekte zeichenähnliche Funktionen aufweisen.

### Virtualität und neue digitale Technologien
Ab 1980 war der Einsatz von Computertechnologie im Design wiederkehrend Thema auf den designtheoretischen Kolloquien. Dabei wurden vor allem 1985 (Kolloquiumstitel: „Design und Rationalisierung“) und 1988 (Kolloquiumstitel: „Design und Computereinsatz“) sowohl die Verwendung und Verortung von Rechentechnik im Designprozess als auch ihre technische Entwicklung diskutiert. Im designwissenschaftlichen Kolloquium von 1995 mit dem Titel „Virtualität contra Realität?“ veröffentlichte Oehlke den Beitrag „Darstellung des Nichtdarstellbaren“. Hier beschäftigt er sich vornehmlich mit dem Verhältnis des vermeintlich immateriellen und grenzenlosen virtuellen Raums zu den Beschränkungen der materiellen Welt und der menschlichen Wahrnehmungs- und Vorstellungsfähigkeit. Die Tätigkeit des Designens verortet er eher in der materiellen Welt.

### Designtheoretische Kolloquien
1. ↑  „Der Funktionsbegriff in der industriellen Formgestaltung“, in 2. Kolloquium zu Fragen der Theorie und Methodik der industriellen Formgestaltung, HIF Burg Giebichenstein, 1978
2. ↑  „Zur Funktionsbestimmung der industriellen Formgestaltung - Versuch einer Beschreibung der Aufgabe der industriellen Formgestaltung“, in 1. Kolloquium zu Fragen der Theorie und Methodik der industriellen Formgestaltung, HIF Burg Giebichenstein, 1977
3. ↑  „Der Funktionsbegriff in der industriellen Formgestaltung“, in 2. Kolloquium zu Fragen der Theorie und Methodik der industriellen Formgestaltung, HIF Burg Giebichenstein, 1978
4. ↑  „Design-Geschichte – Wandel der Gegenstände und Bedeutungen“, in 5. Kolloquium zu Fragen der Theorie und Methodik der industriellen Formgestaltung, HIF Burg Giebichenstein, 1981
5. ↑  „Design-Ästhetik/Design-Semiotik“, Einleitungstext zum 6. Kolloquium zu Fragen der Theorie und Methodik der industriellen Formgestaltung, HIF Burg Giebichenstein, 1982
6. ↑  „Gegenstand und Sprache – Zum Zeichen- und Sprachcharakter von Designobjekten“, in 6. Kolloquium zu Fragen der Theorie und Methodik der industriellen Formgestaltung, HIF Burg Giebichenstein, 1982
7. ↑  „Zur zeichentheoretischen Beschreibung von Designobjekten (Möglichkeiten und Grenzen semiotischer Behandlung von Designgegenständen)“, in 11. Designtheoretisches Kolloquium, „Gestalt und Ausdruck – Funktionales Design und Semiotik“, HIF Burg Giebichenstein, 1987

| Personendaten    | Personendaten                            |
| ---------------- | ---------------------------------------- |
| NAME             | Oehlke, Horst                            |
| KURZBESCHREIBUNG | deutscher Designer und Designtheoretiker |
| GEBURTSDATUM     | 7. November 1931                         |
| GEBURTSORT       | Oberheinsdorf (Vogtland)                 |
| STERBEDATUM      | 18. Oktober 2010                         |
| STERBEORT        | Berlin                                   |